# 陳思羽
陳思羽（1993年8月1日—）是臺灣乒乓球女運動員。最高世界排名為第10名。曾代表中華台北隊參加2012年夏季奥林匹克运动会、2016年夏季奧林匹克運動會、2020年夏季奥林匹克运动会。

## 歷年成績
- 2012倫敦奧運女單32強
- 2017韓國公開賽單打銅牌
- 2017日本公開賽女雙銅牌
- 2014國際桌總 年終總決賽單打u21冠軍
- 2013國際桌總 年終總決賽u21單打亞軍
- 2011國際桌總 年終總決賽U18單打冠軍
- 2010香港公賽青少年單打冠軍
- 2016巴西里約奧運女單16強
- 2018匈牙利公開賽女單銅牌
- 2020東京奧運女單16強
- 2020東京奧運女團8強
- 2022突尼斯挑戰賽混雙亞軍
- 2022WTT阿拉木圖挑戰賽混雙冠軍

## 外部連結
- 陳思羽的Instagram帳戶